# التحكم بعضو الإنتاج بمحرك تيار مستمر

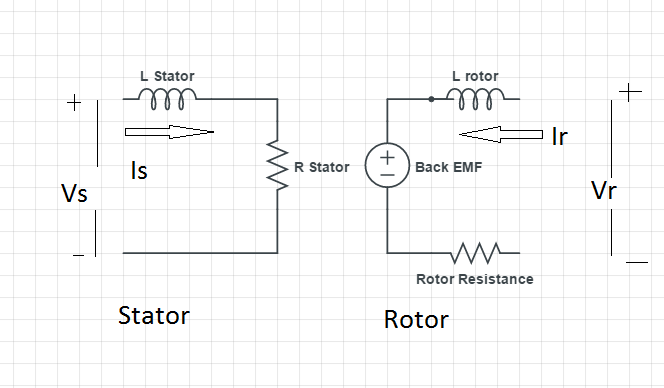
موتور تيار مستمر مثار على حدة

المحرك هو مشغل ميكانيكي يحول الطاقة الكهربية إلى طاقة ميكانيكة دوراة. يسمى الموتور الذي يحتاج إلى تيار مستمر باسم محرك تيار مستمر ( محرك تيار مستمر ). يستخدم هذا المحرك بشكل واسع جدا في تطبيقات التحكم مثل الروبوتات ومحركات الأشرطة والآلات وغيرها. هناك طريقتان للتحكم في محرك التيار المستمر المثار بشكل منفصل، الأولى هي التحكم بعضو الإنتاج والثانية هي التحكم بالمجال.

## آلية التشغيل لمحرك التيار المستمر[1]
يتكون محرك التيار المستمر من جزأين: الجزأ المتحرك والجزأ الثابت. الجزأ الثابت يتكون من ملفات المجال بينما الجزأ المتحرك والذي يسمى أيضا بعضو الأنتاج يتكون من ملف عضو الإنتاج. عند مرور التيار المستمر من خلال عضو الإنتاج والمجال فإنه يتكون فيض مغناطيسي يتناسب مع شدة التيار. عندما يتقاطع فيض المجال مع فيض عضو الإنتاج ينتج عنه حركة في العضو الدوار. التحكم بعضو الإنتاج أكثر الطرق المستخدمة للتحكم بمحرك التيار المستمر. ومن أجل تنفيذ هذا التحكم لا بد ان يظل الفيض ثابت. ولهذا يكون العضو الثابت بجهد ثابت أو تغيير ملفات العضو الثابت بمغناطيس دائم. في الحالة الثانية نطلق على المحرك هو محرك تيار مستمر بمغناطيس دائم ويتم تشغيله بواسطة ملفات عضو الإنتاج فقط.
في هذه الطريقة يكون فيض المجال ثابت وتكن معادلة تشغيل المحرك خطية
{\displaystyle T=K_{\phi }\Phi \mathrm {I} }                       (1)
حيث T هي عزم الموتور، Φ هي الفيض، I هي تيار عضو الإنتاج. عندما يكون الفيض ثابت تكون المعادلة
{\displaystyle T=K'\mathrm {I} }                        (2)
حيث
 
{\displaystyle K'=K_{\phi }\phi } .
في الحالة المستقرة تتناسب السرعة ω مع القدرة (فولت-أمبير).
بالإضافة لذلك فإن محرك التيار المستمر ذو المغناطيس الدائم رخيص الثمن ولهذه الأسباب فإن التحكم بعضو الإنتاج هو الأكثر انتشارا.
ولكن هناك عيوب عديدة تظهر خلال هذه العملية اهمها هي مرور تيار كبير. على سبيل المثال عند البدأ تكون سرعة المحرك صفر ولذلك فإن القوة الدافعة الكهربية المحكومة بالعلاقة الآتية تكون صفر.
{\displaystyle E_{b}=K_{\phi }\phi \omega }
وكذلك يكون تيار عضو الإنتاج يكون كبير جدا مما يسبب ارتفاع درجة حرارة الآلة مما قد يؤدى إلى تلف العازل.
 {\displaystyle I=\left({\frac {V-E_{b}}{R_{a}}}\right)} (4) 

## دالة التحويل[2]
المعادلات الأساسية[1]: 
المعادلات الكهربية:
{\displaystyle E_{b}=K_{\phi }\phi \omega }   وفي نطاق لابلاس: 
{\displaystyle E_{b}(s)=K_{\phi }\phi \omega (s)}  (5
{\displaystyle I=\left({\frac {V-E_{b}}{R_{a}}}\right)} وفي نطاق لابلاس:
{\displaystyle I(s)=\left({\frac {V(s)-E_{b}(s)}{R_{a}}}\right)}  (6  
{\displaystyle T=K_{\phi }\Phi \mathrm {I} }  في نطاق لابلاس:
{\displaystyle T(s)=K_{\phi }\Phi \mathrm {I} (s)}    (7)
{\displaystyle T-T_{L}=J{d\omega  \over dt}+F\omega }  في نطاق لابلاس:
{\displaystyle T(s)-T_{L}(s)=J{d\omega (s) \over dt}+F\omega (s)}   (8)
الدوال المتغيرة في الشكل هي:
- {\displaystyle K_{a}={1 \over R_{a}}}  خرج العضو الدوار.
- {\displaystyle \tau _{a}={L \over R_{a}}} ثابت زمنى كهربى.
- {\displaystyle \mathrm {T} _{m}} عزم المحرك.
- {\displaystyle K} ثابت يعتمد على فيض المجال.
- {\displaystyle K_{m}={1 \over F}} الخرج الميكانيكى.
- F معامل اللزوجة .

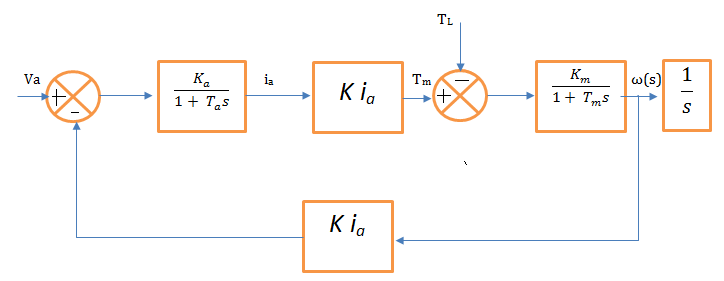
يمثل مخطط لمحرك التيار المستمر المثار بشكل منفصل

- {\displaystyle \tau _{m}={J \over F}} ثابت زمنى ميكانيكى حيث J هي عزم القصور الذاتى للحمل.
- {\displaystyle \omega (s)} السرعة الزاوية.

يمكن كتابتها هكذا:
{\displaystyle \omega (s)={\begin{bmatrix}W_{1}(s)&W_{2}(s)\end{bmatrix}}{\begin{bmatrix}V_{a}\\T_{L}(s)\end{bmatrix}}}                                   (9)
 {\displaystyle W_{1}(s)={\frac {K_{a}K_{\phi }K_{m}\phi }{(1+\tau _{a}s)(1+\tau _{m}s)+K_{a}K_{m}(K_{\phi }\phi )^{2}}}}                                  (10)
{\displaystyle W_{2}(s)={\frac {K_{m}(1+\tau _{a}s)}{(1+\tau _{a}s)(1+\tau _{m}s)+K_{a}K_{m}(K_{\phi }\phi )^{2}}}}                                             (11)